# Мифы, в которых нам жить
«Мифы, в которых нам жить» (англ. Myths to Live By) — книга американского учёного Джозефа Кэмпбелла.
Представляет с собой сборник эссе, из лекций, прочитанных в Купер Юнион с 1958 по 1971 год.

## Содержание
- I. Влияние науки на миф (1961 г.)
- II. Рождение человечества
- III. Значимость обрядов (1964 г.)
- IV. Разделение востока и запада (1961 г.)
- V. Религиозное противостояние востока и запада (1970 г.)
- VI. Источники вдохновения восточного искусства (1958 г.)
- VII. Дзэн (1969 г.)
- VIII. Мифология любви (1967 г.)
- IX. Мифологии войны и мира (1967 г.)
- X. Шизофрения: внутреннее путешествие (1970 г.)
- XI. Прогулка на луну: путешествие во внешний мир (1970 г.)
- XII. Никаких границ (1971 г.)

## Издания на русском языке
- Кэмпбелл Д. Мифы, в которых нам жить / Пер. с англ. К. Семёнов. — Киев, М.: София, ИД "Гелиос", 2002. — 252 с. — 3000 экз. — ISBN 5-344-00255-6.